# Poselstwo Trójanielskie
Poselstwo Trójanielskie – interpretacja wiadomości ogłaszanej przez trzech aniołów w Księdze Objawienia 14:6-18. Kościół Adwentystów Dnia Siódmego naucza, iż te wiadomości mają przygotować świat na drugie przyjście Jezusa Chrystusa, i traktują to jako główną część swojej misji.

## Wiadomość
- Anioł pierwszy (Obj.14:6): Ma do ogłoszenia ewangelie wieczną wszystkim narodom, językom i ludom, woła, iż „nadeszła godzina sądu” oraz nawołuje do oddania Bogu chwały jako stwórcy „nieba, ziemi mórz i źródeł mórz”.

- Anioł drugi (Obj.14:8): Woła on iż wielki Babilon upadł, i napoił winem swojego nierządu wszystkie narody.

- Anioł trzeci (Obj.14:9): Ostrzega on by nie przyjmować znamienia bestii, oraz iż każdy kto będzie czcił jej obraz będzie pił wino zapalczywości gniewu Bożego. Mówi on też o zaufaniu Bogu, i odpoczynku świętych którzy „strzegą przykazań Boga i mają wiarę Jezusa”.

Trójanielskie poselstwo jest głównym punktem nauk i działalności Kościoła Adwentystów Dnia Siódmego. Oficjalna doktryna kościoła naucza, iż:
Powszechny Kościół Boży składa się z tych, którzy szczerze wierzą w Chrystusa. Jednakże w czasach końca, podczas ogólnego odstępstwa, powołany został „ostatek”, który ma zachowywać przykazania Boże i posiadać wiarę Jezusa.

## Interpretacja Kościoła Adwentystów
Kościół Adwentystów Dnia Siódmego od swojego powstania wierzył, iż powołany został jako „resztka” opisana w Księdze Objawienia, by ogłosić ostateczne poselstwo światu. Symbol Trójanielskiego Poselstwa widoczny jest w logu kościoła.
- PIERWSZY ANIOŁ

Kościół ten naucza iż celem tej części poselstwa jest ogłoszenie ewangelii wiecznej na całym świecie, zwrócenie uwagi na rozpoczęty sąd Boży, oraz nawoływanie do oddania chwały Bogu jako stwórcy nieba i ziemi.
Adwentyści nauczają, iż „ewangelia wieczna” oznacza „dobrą nowinę” Bożej nieskończonej miłości. Wierzą iż gdy zakończy się głoszenie jej, gdy zostanie ona przedstawiona wszystkim ludom z wielkim pełnomocnictwem, wtedy nadejdzie koniec.
Wierzą oni iż jest to nawiązanie do ogólnoświatowego zasięgu ich misji. Pojawia się tu też wołanie odnośnie do rozpoczętego sądu Bożego, ruch ten wierzy iż kiedy Jezus nie powrócił w roku 1844, co spowodowało wielkie rozczarowanie u tysięcy Millerystów, szczerze wierzący w bliski adwent Jezusa zaczęli prosić w modlitwach o wyjaśnienie swojego rozczarowania. Tak oto po pewnym czasie natknęli się oni na wyjaśnienie tego, iż „oczyszczenie świątyni” w roku 1844 nie odnosiło się do ziemi, lecz do niebiańskiej świątyni w niebie. Tak oto powstała nauka o „sądzie śledczym”, która mówi iż sąd rozpoczął się w tamtym roku, i od tamtego momentu w niebiosach sądzeni są ludzie.

Ten anioł woła też by oddać chwałę Bogu jako Stwórcy, jako temu „który uczynił niebo, ziemię morzę i źródła mórz”. Wierzą oni iż jest to nawiązanie do oddania czci Jezusowi jako tego który stworzył niebo i ziemię, oraz iż jest to również nawiązanie do treści czwartego przykazania dekalogu które mówi o dniu Sabatu.
„Pamiętaj o dniu sabatu aby go uświęcić (...) Gdyż w sześciu dniach uczynił Pan niebo i ziemię, morze i wszystko, co w nich jest, a siódmego dnia odpoczął. Dlatego Pan pobłogosławił dzień sabatu i poświęcił go.” Księga Wyjścia 20:8-11
- DRUGI ANIOŁ

Kościół ten naucza iż celem tej części trójanielskiego poselstwa jest zidentyfikowanie Babilonu wielkiego, odstępczego kościoła i jego córek.
Drugi anioł woła by lud Boży który znajduje się w Babilonie, wyszedł z niego (Obj 18:4). Adwentyści dnia siódmego w swojej tradycji nauczają, iż wielki Babilon reprezentuje upadły kościół, który identyfikują z urzędem Kościoła Katolickiego. Rozumieją również oni iż „córki nierządnicy z Babilonu” oznaczają upadłe kościoły protestanckie które odeszły od prawdy, i znajdują się pod wpływem Papiestwa. Chociaż adwentyści nauczają, iż Babilonem Wielkim jest Kościół Katolicki, to wierzą iż wśród jego wyznawców znajdują się szczerzy ludzie poświęceni Bogu. To do nich kierowane są słowa „wyjdźcie z niego ludu mój abyście nie mieli winy w jej uczynkach”. Wiadomość ta ma na celu ogłoszenie upadku duchowego i odejścia od biblijnych nauk Kościoła Katolickiego, oraz wołanie do ludzi o odłączenie się od wpływów jego fałszywych nauk.
- TRZECI ANIOŁ

Kościół ten naucza iż celem tej części trójanielskiego poselstwa jest ostrzeżenie świata przed znakiem bestii, oraz ponowne nawoływanie do powrotu do przykazań Bożych.
Adwentyści wierzą iż bestią którą ujeżdża nierządnica, jest system Kościoła Katolickiego, a znakiem tej potęgi opisanym w tym rozdziale jest prawo niedzielne narzucone przez ten kościół jako państwowa ustawa nakazująca przymusowego święcenia niedzieli. Adwentyści wierzą iż „pieczęcią Bożą” którą otrzyma lud Boży jest święcenie soboty jako dnia świętego, nauczają oni iż tak samo jak dla Izraela „znakiem” między nimi a Bogiem było święcenie sabatu, to tak samo odnosi się to do duchowego Izraela. (Księga Ezechiela 20:20). Nauczają oni, iż to Stany Zjednoczone będąc pod wpływem Kościoła Katolickiego ustanowią absolutne prawo niedzielne na terenie swojego państwa, a cały świat pójdzie za ich przykładem. Wierzą iż prawo to zostanie ustanowione w niedalekiej przyszłości, a wtedy gdy wszyscy poznają, iż świętym dniem Pana jest sobota, każdy podejmie decyzje by podporządkować się Bogu jako stwórcy, bądź Kościołowi Katolickiemu jako odstępczej władzy która „odmieniła czasy i zakon” (Księga Daniela 7:25).
Ta cześć poselstwa mówi również iż ci którzy przyjmą pieczęć Bożą są tymi którzy „przestrzegają przykazań Boga i wiary Jezusa” oraz iż „odpoczną po swojej pracy”, a iż czciciele bestii przyjmujący fałszywy dzień odpoczynku „odpoczynku mieć nie będą”. (Objawienie Jana 14:9-16)
Ostatnia część trzeciej wiadomości trójanielskiego poselstwa, zwraca również uwagę na to iż ci którzy „przestrzegają przykazań Bożych tak jak Jezus”, robią to ze względu na swoją wiarę w Boga, a „ich uczynki idą za nimi”. Adwentyści wierzą iż jest to jasne nawiązanie do nauki zbawienia z łaski przez wiarę, która uzdalnia nas do przestrzegania Bożego prawa.